# Haris Tabaković
Haris Tabaković (Grenchen, 20 juni 1994) is een voetballer met zowel de Zwiterse als de Bosnische nationaliteit die doorgaans als centrumspits speelt. In 2012 maakte hij bij Young Boys in de Zwitserse beker zijn debuut in het betaalde voetbal. In 2023 maakte hij zijn debuut in het nationaal elftal van Bosnië en Herzegovina. Sinds 2024 staat hij onder contract bij TSG 1899 Hoffenheim dat hem in aanloop naar het seizoen 2025/26 verhuurde aan Borussia Mönchengladbach.

## Clubloopbaan

### Jeugd
Tabaković sloot zich op jonge leeftijd aan bij de jeugdopleiding van BSC Young Boys. Hij doorliep er alle jeugdelftallen in de onderbouw en werd in het seizoen 2011/12 toegevoegd aan de onder-18. Op 20 augustus 2011 maakte hij zijn debuut in deze leeftijdscategorie tijdens een competitiewedstrijd tegen de leeftijdsgenoten van FC Basel. In de 68e minuut kwam hij binnen de lijnen tijdens het met 5–3 verloren uitduel en wist in de 94e minuut direct te scoren. Hij sloot het seizoen af met zeventien doelpunten in 21 wedstrijden. In het seizoen 2012/13 stroomde hij door naar de selectie van de onder-21, waarin hij het voorgaande jaar al driemaal als invaller had meegespeeld. Hij bleef twee seizoenen actief in deze lichting en kwam daarin tot achttien doelpunten in 25 wedstrijden. Gedurende deze periode maakte hij ook regelmatig zijn opwachting als invaller bij het eerste elftal.

### Young Boys
In de voorbereiding op het seizoen 2012/13 werd Tabaković als A-junior bij de eerste selectie van Young Boys gehaald. In een oefenwedstrijd tegen FC Breitenrain, die met 6–1 werd gewonnen, viel hij in de 61e minuut in en maakte vervolgens een hattrick. Op 15 september 2012 maakte hij zijn officiële debuut in het eerste elftal tijdens de eerste ronde van de Zwitserse beker. In de met 1–5 gewonnen uitwedstrijd tegen het amateurteam van FC Wettswil werd hij in de 70e minuut ingebracht als vervanger van Raúl Bobadilla.. In maart 2013 tekende hij een contract tot medio 2016. In de rest van het seizoen kwam hij nog zes keer in actie voor het eerste elftal.
In het seizoen 2013/14 maakte Tabaković zijn eerste doelpunt voor het eerste elftal van Young Boys. Dat gebeurde in de tweede ronde van de Schweizer Cup tijdens een uitwedstrijd tegen Juventus Zürich. In het met 2–4 gewonnen duel tekende hij in de 91e minuut voor de vierde treffer. Om meer speelervaring op te doen, werd hij in de winterstop voor anderhalf jaar verhuurd aan FC Wil, uitkomend op het tweede niveau van Zwitserland. Na zijn terugkeer slaagde hij er niet in een vaste plaats in het eerste elftal van Young Boys te veroveren. Op 20 augustus 2015 maakte hij tijdens een invalbeurt zijn Europese debuut. In de met 0–1 verloren thuiswedstrijd tegen Qarabağ, in de play-offronde van de Europa League, verving hij in de 85e minuut Yuya Kubo. In de daaropvolgende winterstop stapte hij over naar Grasshoppers, dat eveneens in de Super League actief was.

#### Verhuur aan FC Wil
Op 2 februari 2014 maakte Tabaković zijn debuut voor FC Wil in de Challenge League tijdens een thuiswedstrijd tegen FC Winterthur. Hij viel in de 76e minuut in. Drie weken later, op 23 februari, maakte hij zijn eerste doelpunten voor de club uit het kanton Sankt Gallen. In de met 6–1 gewonnen thuiswedstrijd tegen Servette FC kwam hij in de 64e minuut in het veld en scoorde binnen vijf minuten tweemaal: in de 69e minuut tekende hij voor de 4–1, gevolgd door de 5–1 enkele minuten later. In de vier daaropvolgende wedstrijden was hij telkens trefzeker. Op 12 april 2014 kreeg hij zijn eerste rode kaart in het betaald voetbal. Tijdens een thuiswedstrijd tegen FC Lugano werd hij in de 94e minuut van het veld gestuurd na een zware overtreding. Zijn tweede seizoen bij FC Wil werd overschaduwd door een meniscusblessure, waardoor hij nauwelijks in actie kwam. Na 25 wedstrijden en dertien doelpunten keerde hij terug naar Young Boys.

### Grasshoppers
Begin 2016 tekende Tabaković een contract voor drieënhalf jaar bij de club uit Zürich. Op 6 februari van dat jaar maakte hij uitgerekend tegen zijn oude club Young Boys zijn officiële debuut. In het met 1–1 gelijkgespeelde duel kwam hij in de 84e minuut als invaller binnen de lijnen voor Florian Kamberi. Onder trainer Pierluigi Tami slaagde hij er aanvankelijk niet in een vaste basisplaats te veroveren; de voorkeur ging dat seizoen uit naar  Moanes Dabour. Bijna vier maanden na zijn komst, op 23 april, maakte hij zijn eerste competitiedoelpunt. In de met 2–0 gewonnen wedstrijd tegen FC St. Gallen scoorde hij in de negende minuut na een voorzet van Benjamin Lüthi het openingsdoelpunt.[4] Na het vertrek van Dabour kreeg Tabaković weliswaar meer speeltijd, maar ook toen bleef een vaste basisplek uit. Ondanks zijn beperkte minuten wist hij op 28 juli 2017 zijn eerste Europese treffer te maken. In de derde kwalificatieronde  van de Europa League opende hij in de elfde minuut de score tijdens de met 2–1 gewonnen thuiswedstrijd tegen Apollon Limasol. Na in totaal 41 wedstrijden en vier doelpunten voor FC Zürich maakte hij de overstap naar Debreceni VSC, uitkomend op het hoogste niveau in Hongarije.

### Debreceni VSC
In de zomer van 2017 tekende Tabaković een contract bij Debreceni VSC. Hij debuteerde op 6 augustus 2017 in de vierde speelronde van de competitie. Tijdens het doelpuntloze gelijkspel tegen Ferencváros werd hij in de 64e minuut ingebracht door trainer András Herczeg. Zijn eerste doelpunt in de Nemzeti Bajnokság volgde op 9 september, toen hij in de 88e minuut de 3–1 eindstand bepaalde tegen Diósgyőri in het Nagyerdei-stadion. Tabaković sloot zijn eerste seizoen af op de vijfde plaats met DVSC. Het volledige seizoen 2018/19 moest hij missen vanwege een knieblessure. Debreceni besloot daarop zijn aflopende contract niet te verlengen. Na 25 wedstrijden en 13 doelpunten vertrok hij naar het eveneens in de hoogste klasse uitkomende Diósgyőri..

### Diósgyőri
Tabaković tekende begin juni 2019 een contract bij Diósgyőri VTK, de club uit Miskolc. In de vierde speelronde van het seizoen, op 24 augustus 2019, maakte hij zijn debuut: tijdens de met 0–3 verloren thuiswedstrijd tegen Mezőkövesd kwam hij in de 58e minuut als invaller binnen de lijnen. Zijn eerste doelpunt volgde op 23 november, in de uitwedstrijd tegen Újpest FC. Hij gaf eerst de assist voor de openingstreffer en scoorde vervolgens zelf in de 32e minuut de 0–2, wat tevens de eindstand was. Tabaković bleef echter vooral op de bank zitten bij de Noord-Hongaarse club. Aan het begin van het seizoen 2020/21 werd zijn contract in onderling overleg ontbonden.Niet lang daarna zette hij zijn loopbaan voort bij het Oostenrijkse Austria Lustenau.

### Austria Lustenau
Aan het einde van de zomer van 2020 tekende Tabaković een tweejarig contract bij Austria Lustenau. Op 20 september maakte hij zijn debuut in de met 5–2 verloren uitwedstrijd tegen Blau-Weiß Linz. Hij liet meteen van zich horen door in dat duel twee keer te scoren.[3] De rest van het seizoen was hij een vaste waarde in de basiself en kwam hij tot 18 doelpunten in 23 competitiewedstrijden. Opvallend was zijn reeks van zes opeenvolgende duels waarin hij telkens het net wist te vinden. Austria Lustenau sloot het seizoen 2020/21 af op de dertiende plaats. Tabaković trok zijn vorm door en begon het nieuwe seizoen overtuigend: in de eerste twee wedstrijden scoorde hij maar liefst zes keer. Vier daarvan maakte hij in de met 1–4 gewonnen uitwedstrijd tegen SV Lafnitz. In het seizoen 2021/22 kroonde hij zich met Austria Lustenau tot kampioen van de 2. Liga. Met 27 doelpunten in 23 wedstrijden werd hij bovendien topscorer van de competitie. Zijn prestaties leverden hem een transfer op naar Austria Wien, uitkomend op het hoogste niveau van Oostenrijk.

### Austria Wien
In maart 2022 tekende Tabaković een driejarig contract bij Austria Wien, waarmee zijn overstap naar de Oostenrijkse hoofdstad in de zomer werd bezegeld. Hij maakte zijn debuut op 22 juli tijdens de openingsronde van de Bundesliga, waarin Austria met 3–0 verloor van Red Bull Salzburg. Tabaković viel in de 69e minuut in voor Can Keles. Zijn eerste doelpunt volgde in de derde speelronde, tijdens de met 3–2 verloren uitwedstrijd tegen SCR Altach. In de CASHPOINT-Arena tekende hij in de 53e minuut voor de 0–2. In de eerste seizoenshelft had hij moeite om een basisplaats te veroveren en moest hij vaak genoegen nemen met invalbeurten, mede door de voorkeur van trainer Manfred Schmid voor Dominik Fitz. Na het vertrek van Schmid en de aanstelling van Michael Wimmer kreeg Tabaković na de winterstop het vertrouwen als vaste centrumspits. Hij betaalde dat uit met vijftien doelpunten in evenzoveel wedstrijden, met als hoogtepunt een hattrick in de met 3–1 gewonnen Wiener derby tegen Rapid Wien. Na twee competitieduels in het seizoen 2023/24 nam hij afscheid van Austria Wien en vertrok hij naar het Duitse Hertha BSC, dat op dat moment uitkwam in de 2. Bundesliga.

### Hertha BSC
Op 1 augustus 2023 tekende Tabaković een contract tot medio 2026. Enkele dagen later maakte hij zijn debuut voor Hertha BSC in de met 0–1 verloren thuiswedstrijd tegen Wehen Wiesbaden. Trainer Pál Dárdai bracht hem in de 42e minuut als vervanger van de geblesseerd uitgevallen Florian Niederlechner. Op 12 augustus volgde zijn eerste doelpunt voor de club, tijdens de eerste ronde van de DFB-Pokal. In de met 0–5 gewonnen uitwedstrijd tegen Carl Zeiss Jena tekende hij in de 47e minuut, na een voorzet van Fabian Reese, voor de 0–2. In de weken die volgden was hij uiterst trefzeker: zo scoorde hij achtereenvolgens tegen Greuther Fürth (2x), 1. FC Magdeburg (2x) en Eintracht Braunschweig (3x). Door deze reeks groeide hij uit tot vaste waarde in de basiself. In maart en april kende hij opnieuw een sterke periode, met doelpunten in vijf opeenvolgende wedstrijden. Hij trof doel tegen Schalke 04 (2x), 1. FC Nürnberg (2x), SC Paderborn (1x), Hansa Rostock (1x) en Karlsruher SC (2x). Met in totaal 22 doelpunten eindigde hij samen met  Robert Glatzel en Christos Tzolis bovenaan de topscorerslijst van de 2. Bundesliga. Na drie speelrondes in het seizoen 2024/25 werd hij overgenomen door het in de Bundesliga  uitkomende TSG 1899 Hoffenheim.

### TSG 1899 Hoffenheim
Vlak voor de start van het seizoen, op 23 augustus 2024, tekende Tabaković een contract bij TSG 1899 Hoffenheim dat hem tot 2027 aan de club verbond. Op 31 augustus maakte hij onder trainer Pellegrino Matarazzo zijn debuut in de Bundesliga. In de met 3–1 verloren thuiswedstrijd tegen Eintracht Frankfurt kwam hij in de 85e minuut in het veld als vervanger van Grischa Prömel. Op 29 oktober scoorde hij zijn eerste Bundesliga-doelpunt voor Hoffenheim tijdens de met 3–1 gewonnen thuiswedstrijd tegen VfL Bochum. In de 93e minuut zette hij, na een assist van Jacob Bruun Larsen, de 3–1 eindstand op het scorebord. Hoewel hij in totaal 29 wedstrijden speelde, wist hij geen vaste basisplaats te veroveren en stond hij slechts acht keer in de basis. Op zijn eigen verzoek werd hij voor het seizoen 2025/26, zonder optie tot koop, verhuurd aan het eveneens in de Bundesliga spelende Borussia Mönchengladbach.

### Borussia Mönchengladbach
Voor het seizoen 2025/26 werd Tabaković door Borussia Mönchengladbach gehuurd als vervanger van de langdurig geblesseerde Tim Kleindienst.

## Clubstatistieken
| Seizoen                        | Club                       | Competitie       | Competitie | Competitie | Beker | Beker | Internationaal | Internationaal | Overig | Overig | Totaal | Totaal |
| Seizoen                        | Club                       | Competitie       | Wed.       | Dlp.       | Wed.  | Dlp.  | Wed.           | Dlp.           | Wed.   | Dlp.   | Wed.   | Dlp.   |
| ------------------------------ | -------------------------- | ---------------- | ---------- | ---------- | ----- | ----- | -------------- | -------------- | ------ | ------ | ------ | ------ |
| 2012/13                        | Young Boys                 | Super League     | 7          | 0          | 1     | 0     | —              | —              | —      | —      | 8      | 0      |
| 2013/14                        | Young Boys                 | Super League     | 4          | 0          | 1     | 1     | —              | —              | —      | —      | 5      | 1      |
| 2013/14                        | → FC Wil                   | Challenge League | 14         | 8          | —     | —     | —              | —              | —      | —      | 14     | 8      |
| 2014/15                        | → FC Wil                   | Challenge League | 10         | 3          | 1     | 2     | —              | —              | —      | —      | 11     | 5      |
| 2015/16                        | Young Boys                 | Super League     | 3          | 0          | 2     | 0     | 1              | 0              | —      | —      | 6      | 0      |
| 2015/16                        | Grasshoppers               | Super League     | 15         | 1          | —     | —     | —              | —              | —      | —      | 15     | 1      |
| 2016/17                        | Grasshoppers               | Super League     | 10         | 3          | 1     | 2     | 4              | 1              | —      | —      | 15     | 6      |
| 2017/18                        | Debreceni VSC              | NB 1.            | 20         | 12         | 5     | 1     | —              | —              | —      | —      | 25     | 13     |
| 2019/20                        | Diósgyőri                  | NB 1.            | 20         | 2          | 1     | 0     | —              | —              | —      | —      | 21     | 2      |
| 2020/21                        | Austria Lustenau           | Liga 2           | 23         | 18         | —     | —     | —              | —              | —      | —      | 23     | 18     |
| 2021/22                        | Austria Lustenau           | Liga 2           | 23         | 27         | 2     | 1     | —              | —              | —      | —      | 25     | 28     |
| 2022/23                        | Austria Wien               | Bundesliga       | 30         | 18         | 2     | 1     | 7              | 0              | —      | —      | 39     | 19     |
| 2023/24                        | Austria Wien               | Bundesliga       | 1          | 0          | 1     | 1     | 1              | 1              | —      | —      | 3      | 2      |
| 2023/24                        | Hertha BSC                 | 2.Bundesliga     | 32         | 22         | 4     | 3     | —              | —              | —      | —      | 36     | 25     |
| 2024/25                        | Hertha BSC                 | 2.Bundesliga     | 2          | 0          | 1     | 0     | —              | —              | —      | —      | 3      | 0      |
| 2024/25                        | TSG 1899 Hoffenheim        | Bundesliga       | 22         | 3          | 2     | 1     | 5              | 0              | —      | —      | 29     | 4      |
| 2025/26                        | → Borussia Mönchengladbach | Bundesliga       | 0          | 0          | 0     | 0     | 0              | 0              | 0      | 0      | 0      | 0      |
| Carrière totaal                | Carrière totaal            | Carrière totaal  | 236        | 117        | 24    | 12    | 18             | 1              | 0      | 0      | 275    | 130    |
| Bijgewerkt tot 3 augustus 2025 |                            |                  |            |            |       |       |                |                |        |        |        |        |

## Interlandloopbaan
Tabaković doorliep meerdere Zwitserse nationale jeugdelftallen, waarmee hij echter nooit actief was op een eindtoernooi. In totaal kwam hij tot 24 jeugdinterlands voor Zwitserland, waarin hij zes keer scoorde. Tijdens deze interlands speelde hij samen met onder anderen Martin Angha, Denis Zakaria, Silvan Widmer en Manuel Akanji. In oktober 2023 besloot hij op seniorenniveau uit te komen voor het nationaal elftal van Bosnië en Herzegovina. Kort na deze beslissing maakte hij zijn debuut voor dat team.

### Zwitserse jeugdelftallen
Op 17 april 2012 maakte Tabaković zijn debuut voor Zwitserland –18 in een oefenwedstrijd tegen de leeftijdsgenoten van Montenegro, die in 1-1 eindigde. Bondscoach Claude Ryf bracht hem in de rust binnen de lijnen als vervanger van Musa Araz. Met Zwitserland –19 kwam hij in actie tijdens de kwalificatiewedstrijden voor het Europees Kampioenschap in Litouwen, maar plaatsing voor het eindtoernooi bleef uit. Bij Zwitserland –21 maakte Tabaković zijn eerste doelpunt in een EK-kwalificatieduel tegen Liechtenstein. In de met 0-6 gewonnen uitwedstrijd scoorde hij in de 81e minuut het vijfde Zwitserse doelpunt na een voorzet van Oliver Buff. Ondanks drie treffers van zijn voet tijdens de kwalificatiereeks wist Zwitserland zich niet te plaatsen voor het eindtoernooi in Tsjechië. Twee jaar later slaagde de ploeg er opnieuw niet in om kwalificatie af te dwingen, ditmaal voor het Europees Kampioenschap in Polen.
| Jeugdinterlands van Haris Tabaković voor Zwitserland | Jeugdinterlands van Haris Tabaković voor Zwitserland | Jeugdinterlands van Haris Tabaković voor Zwitserland | Jeugdinterlands van Haris Tabaković voor Zwitserland | Jeugdinterlands van Haris Tabaković voor Zwitserland | Jeugdinterlands van Haris Tabaković voor Zwitserland |
| №                                                    | Datum                                                | Wedstrijd                                            | Uitslag                                              | Soort Wedstrijd                                      | Doelpunten                                           |
| Als speler bij Zwitserland –18                       | Als speler bij Zwitserland –18                       | Als speler bij Zwitserland –18                       | Als speler bij Zwitserland –18                       | Als speler bij Zwitserland –18                       | Als speler bij Zwitserland –18                       |
| ---------------------------------------------------- | ---------------------------------------------------- | ---------------------------------------------------- | ---------------------------------------------------- | ---------------------------------------------------- | ---------------------------------------------------- |
| 1.                                                   | 17 april 2012                                        | Zwitserland – Montenegro                             | 1 – 1                                                | Vriendschappelijk                                    |                                                      |
| 2.                                                   | 19 april 2012                                        | Zwitserland – Montenegro                             | 0 – 1                                                | Vriendschappelijk                                    |                                                      |
| Als speler bij Zwitserland –19                       |                                                      |                                                      |                                                      |                                                      |                                                      |
| 1.                                                   | 8 september 2012                                     | Zwitserland – Frankrijk                              | 0 – 1                                                | Vriendschappelijk                                    |                                                      |
| 2.                                                   | 14 oktober 2012                                      | Schotland – Zwitserland                              | 0 – 1                                                | EK-kwalificatie                                      |                                                      |
| 3.                                                   | 14 november 2012                                     | België – Zwitserland                                 | 1 – 1                                                | Vriendschappelijk                                    |                                                      |
| 4.                                                   | 23 maart 2013                                        | Zwitserland – Noorwegen                              | 0 – 1                                                | Vriendschappelijk                                    |                                                      |
| 5.                                                   | 6 juni 2013                                          | Ierland – Zwitserland                                | 2 – 2                                                | EK-kwalificatie                                      |                                                      |
| 6.                                                   | 8 juni 2013                                          | Servië – Zwitserland                                 | 0 – 1                                                | EK-kwalificatie                                      |                                                      |
| 7.                                                   | 11 juni 2013                                         | Slowakije – Zwitserland                              | 2 – 0                                                | EK-kwalificatie                                      |                                                      |
| Als speler bij Zwitserland –21                       |                                                      |                                                      |                                                      |                                                      |                                                      |
| 1.                                                   | 14 augustus 2013                                     | Portugees – Zwitserland                              | 5 – 2                                                | Vriendschappelijk                                    |                                                      |
| 2.                                                   | 5 september 2013                                     | Letland – Zwitserland                                | 0 – 2                                                | EK-kwalificatie                                      |                                                      |
| 3.                                                   | 9 september 2013                                     | Liechtenstein – Zwitserland                          | 0 – 6                                                | EK-kwalificatie                                      | Goal                                                 |
| 4.                                                   | 18 november 2013                                     | Zwitserland – Oekraïne                               | 1 – 2                                                | EK-kwalificatie                                      |                                                      |
| 5.                                                   | 5 maart 2014                                         | Zwitserland – Liechtenstein                          | 5 – 1                                                | EK-kwalificatie                                      | Goal                                                 |
| 6.                                                   | 4 september 2014                                     | Oekraïne – Zwitserland                               | 2 – 0                                                | EK-kwalificatie                                      |                                                      |
| 7.                                                   | 8 september 2014                                     | Zwitserland – Letland                                | 7 – 1                                                | EK-kwalificatie                                      | Goal · Goal                                          |
| 8.                                                   | 7 september 2015                                     | Kazachstan – Zwitserland                             | 0 – 1                                                | EK-kwalificatie                                      |                                                      |
| 9.                                                   | 8 oktober 2015                                       | Zwitserland – Bosnië en Herzegovina                  | 3 – 1                                                | EK-kwalificatie                                      | Goal                                                 |
| 10.                                                  | 12 oktober 2015                                      | Zwitserland – Noorwegen                              | 1 – 1                                                | EK-kwalificatie                                      | Goal                                                 |
| 11.                                                  | 16 november 2015                                     | Engeland – Zwitserland                               | 3 – 1                                                | EK-kwalificatie                                      |                                                      |
| 12.                                                  | 26 maart 2016                                        | Zwitserland – Engeland                               | 1 – 1                                                | EK-kwalificatie                                      |                                                      |
| 13.                                                  | 2 september 2016                                     | Zwitserland – Kazachstan                             | 3 – 0                                                | EK-kwalificatie                                      |                                                      |
| 14.                                                  | 6 september 2016                                     | Bosnië en Herzegovina – Zwitserland                  | 0 – 0                                                | EK-kwalificatie                                      |                                                      |
| 15.                                                  | 7 oktober 2016                                       | Noorwegen – Zwitserland                              | 2 – 1                                                | EK-kwalificatie                                      |                                                      |
| Bijgewerkt tot 28 april 2024                         |                                                      |                                                      |                                                      |                                                      |                                                      |

### Bosnisch elftal
In november 2023 kreeg Tabaković van de FIFA toestemming om uit te komen voor het nationale elftal van Bosnië en Herzegovina. Niet lang daarna werd hij voor het eerst opgeroepen door bondscoach Savo Milošević. Op 16 november maakte hij zijn debuut in de met 4-1 verloren EK-kwalificatiewedstrijd tegen Luxemburg.  Tabaković begon in de basis en werd in de 80e minuut vervangen door Smail Prevljak. De Bosniërs strandden uiteindelijk in de play-offs voor het Europees kampioenschap 2024, na een nederlaag tegen Oekraïne in de halve finale.
| Interlands van Haris Tabaković voor Bosnië en Herzegovina | Interlands van Haris Tabaković voor Bosnië en Herzegovina | Interlands van Haris Tabaković voor Bosnië en Herzegovina | Interlands van Haris Tabaković voor Bosnië en Herzegovina | Interlands van Haris Tabaković voor Bosnië en Herzegovina | Interlands van Haris Tabaković voor Bosnië en Herzegovina |
| №                                                         | Datum                                                     | Wedstrijd                                                 | Uitslag                                                   | Soort Wedstrijd                                           | Doelpunten                                                |
| --------------------------------------------------------- | --------------------------------------------------------- | --------------------------------------------------------- | --------------------------------------------------------- | --------------------------------------------------------- | --------------------------------------------------------- |
| 1.                                                        | 16 november 2023                                          | Luxemburg – Bosnië en Herzegovina                         | 4 – 1                                                     | EK-kwalificatie                                           |                                                           |
| 2.                                                        | 3 juni 2024                                               | Engeland – Bosnië en Herzegovina                          | 3 – 0                                                     | Vriendschappelijk                                         |                                                           |
| 3.                                                        | 7 september 2024                                          | Nederland – Bosnië en Herzegovina                         | 5 – 2                                                     | Nations League 2024/25 (Divisie A)                        |                                                           |
| 4.                                                        | 11 oktober 2024                                           | Bosnië en Herzegovina – Duitsland                         | 1 – 2                                                     | Nations League 2024/25 (Divisie A)                        |                                                           |
| 5.                                                        | 14 oktober 2024                                           | Bosnië en Herzegovina – Hongarije                         | 0 – 2                                                     | Nations League 2024/25 (Divisie A)                        |                                                           |
| Bijgewerkt tot 2 januari 2025                             |                                                           |                                                           |                                                           |                                                           |                                                           |

## Persoonlijk
De ouders van Tabaković vluchtten tijdens de Bosnische oorlog naar Zwitserland.

## Erelijst
| Kampioen 2. Liga | 1x | 2021/22 |

Individueel:
| Topscorer 2. Liga | 1x | 2021/22 (27 doelpunten) |